# Thorr’s Hammer
A Thorr’s Hammer rövid életű amerikai-norvég doom metal-együttes volt. Tagjai: Greg Anderson, Stephen O'Malley, Runhild Gammelsæter, James Hale és Jamie Sykes. Stephen O'Malley és Greg Anderson jelentős neveknek számítanak a műfajban, hiszen ők ketten alapították a "Sunn O)))" nevű, népszerű együttest, illetve szerepeltek a Teeth of Lions Rule the Divine és a Goatsnake zenekarokban is. (Utóbbiban csak Anderson vett részt kettejük közül.)
A Thorr’s Hammer tiszavirág életű zenei társulatnak számított, ugyanis mindössze egy évig működtek, 1994-től 1995-ig. Ez a rendkívül rövid pályafutás alatt egy demót és egy középlemezt jelentettek meg. A zenekar énekese, Runhild Gammelsæter egy akkor 17 éves norvég cserediák-lány volt; norvég származásának köszönhetően az együttesnek norvég nyelvű dalai is voltak. A Thorr’s Hammer volt az egyetlen olyan doom metal-együttes, amelyben nő volt az énekes.

## Diszkográfia
- Xannhet i Blodet (demó, 1995)
- Dommedagsnatt (középlemez, eredetileg 1996-ban jelent meg, de végül 1998-ban került piacra a Southern Lord Records jóvoltából).

A Thorr's Hammer "Troll" című dala szerepelt a "The Awakening - Females in Extreme Music" című válogatáslemezen is, amelyen az album nevéhez híven női énekesekkel rendelkező extrém metal zenekarok számaiból válogattak.